# Bundesfachgruppe Wartung – Sicherheit für Sport- und Spielgeräte
Die Bundesfachgruppe Wartung – Sicherheit für Sport- und Spielgeräte e. V.  (BFGW) ist seit ihrer Gründung im Jahr 1984 als gemeinnütziger Verein im Bereich Sicherheit für Sport- und Spielgeräte in Deutschland tätig. Zu den Aufgaben des Verbandes gehören regelmäßige Seminare und Fortbildungen der Mitglieder nach den gesetzlichen Vorgaben (DIN/EN-Normen, Produktsicherheitsgesetz) und den Richtlinien der GUV-Unfallkassen.  Beispielsweise sind Betreiber einer Sportanlage dazu verpflichtet, ihre Anlage jährlich durch ein zertifiziertes Fachunternehmen inspizieren zu lassen und die festgestellten Mängel zu beseitigen (siehe bspw. GUV SI 8044 und andere).
Seit 1990 ist der Verband Mitglied in der Internationalen Vereinigung Sport- und Freizeiteinrichtungen (IAKS).
Mitglieder des Vereins sind 12 deutschlandweit verteilte rechtlich selbständige Firmen, die für die Sicherheit und Ausstattung von Sportanlagen zuständig und zertifiziert sind.

## Tätigkeit
Die BFGW setzt sich öffentlich für die regelmäßige Wartung und Pflege von Sport- und Spielgeräten ein, im Besonderen solche, die starker Witterung und/oder hoher Beanspruchung ausgesetzt sind. Zur Erreichung dieses Ziels führt der Verband Weiterbildungsseminare für Sportgerätetechniker an. Zudem zertifiziert die BFGW Mitgliedsunternehmen in Zusammenarbeit mit dem TÜV Thüringen.
Der Verband bildet Techniker im Rahmen von Schulungen weiter und zertifiziert Techniker nach Erbringung entsprechender Nachweise. In Fachgremien werden sicherheitsrelevante Verbesserungen der Sicherheit von Spiel- und Sportgeräten erarbeitet. Außerdem fungiert der Verband als Berater von kommunalen Verwaltungen, Städten und Gemeinden, Verbänden, Schulen und Vereinen.

## BFGW Ehrenpreis
Der BFGW Ehrenpreis ist der einzige Preis, der herausragende Leistungen um die Sicherheit von Spiel- und Sportstätten würdigt. Der Preis wurde 2011 ins Leben gerufen und wird immer am Anfang eines Kalenderjahres rückwirkend für das vorherige Jahr vergeben. Als Preisträger zugelassen sind natürliche Personen, kommunale Institutionen oder Unternehmen, die sich in besonderer Weise ausgezeichnet haben. Im Jahr 2011 wurde die Aktion „Tore müssen fallen, aber nicht umfallen“ des Sportgerätebauers Schäpers GmbH mit dem Preis gewürdigt. Preisträger im Jahr 2012 war die Cube Sports GmbH, die die Jury mit einem neu entwickelten Stecksystem für Sportgeräte überzeugt hat. Im darauf folgenden Jahr wurde die Stadt Hilden mit dem BFGW Ehrenpreis ausgezeichnet. Die Stadt Hilden hat 2013 im Zuge der Sanierung öffentlicher Sportanlagen ein vorbildliches Sicherheitsmanagement etabliert. 2014 erhielt das Sportamt der Stadt Frankfurt am Main den Preis für ihre Aktion, alle ungesicherten Fußballtore auf den städtischen Sportanlagen zu sperren und kurzfristig mit Kippsicherungen nachzurüsten.
Die Preisträger in der Übersicht:
- 2011: Schäper Sportgerätebau GmbH
- 2012: CubeSports GmbH
- 2013: Sportbüro Stadt Hilden
- 2014: Sportamt Stadt Frankfurt am Main

## Weiterbildung und Qualifizierung
Alle Mitglieder der BFGW nehmen regelmäßig an Fortbildungsmaßnahmen für Sportgerätetechniker teil. Eine von der BFGW zertifizierte Organisation ist in der Lage, folgende Leistungen zu erbringen:
- Sicherheitsinspektionen nach DIN/EN, GUV/UK, GPSG
- Instandhaltung von Sportstätten-Einrichtungen
- Gerätewartung
- Reparaturen aller Gerätemarken
- Angleichung der Anlagen an die aktuellen Vorschriften der Versicherungswirtschaft
- Rekonstruktion von Sport-, Turn- und Gymnastikhallen (Sportbodensanierung, Prallschutzmaßnahmen, Geräteanpassungen, Montagen, Demontagen)
- Beratung, Planung, Einrichtung sowie Neuausstattung von Sport-, Freizeit-, Reha- und Fitnesseinrichtungen